# Мирошниченко, Анастасия
Анастасия Мирошниченко (бел. Анастасія Мірашнічэнка; род. 1982) — белорусский режиссёр и сценаристка документального кино.

## Биография
Мирошниченко родилась в 1982 году. Образование — Белорусская государственная академия искусств (факультет режиссуры кино и телевидения) и Белорусская государственная академия последипломного образования (специалист по рекламе и PR). С 2010 года работает на телевидении, где, в частности, сняла фильмы «Фауст Радзивилла» и «Рана в сердце. Михаил Клеофас Огинский».
В режиссуре документального полнометражного кино дебютировала в 2014 году фильмом «Перекрёсток» о бездомном художнике из Гомеля Валерии Ляшкевиче.
Её фильм 2017 года «Дебют»  был выдвинут на «Оскар» в категории «Лучший фильм на иностранном языке», а также был показан в рамках Фестиваля документального кино в Амстердаме и получил специальный приз жюри на Краковском кинофестивале.
В 2020 году Анастасия Мирошниченко стала членом жюри очередного кинофестиваля «ДОКер».
В 2018 году издание «Наша слова» отметило её в числе 15 наиболее интересных молодых женщин-режиссёров Беларуси, в 2022-м Белорусская ассоциация журналистов внесла Мирошниченко в топ-5 лучших режиссёров «белорусской новой волны».

## Фильмография
- Перекрёсток (2014)
- Дебют (2017)[10][11]
- Мы (2017)
- Темнота снаружи (2020)